# Yasmin Finney
Yasmin Finney (ur. 30 sierpnia 2003 w Manchesterze) – angielska aktorka i osobowość internetowa. Znalazła się na drugiej dorocznej liście GLAAD 20 Under 20. Znana jest z roli Elle Argent w serialu Netflixa Heartstopper, na podstawie serii komiksów Alice Osman o tym samym tytule (2022).

## Dzieciństwo
Została wychowana przez samotną matkę. W okresie dorastania brała udział w wielu lokalnych produkcjach teatralnych, w tym w teatrze Sackville Uniwersytetu w Manchesterze.

## Kariera
Finney początkowo zyskała rozgłos dzięki filmikom na TikToku, w których opowiadała o swoich doświadczeniach jako czarnoskóra brytyjska transpłciowa nastolatka. W wieku siedemnastu lat, w kwietniu 2021 roku, Finney została obsadzona w roli Kelsy w filmie Billy’ego Portera What If? oraz Elle Argent w serialu Netflixa Heartstopper, którego premiera odbyła się w 2022 roku. Musiała zrezygnować z udziału w filmie What If? ze względu na ograniczenia w podróżowaniu przez pandemię COVID-19, które wpłynęły na jej zdolność do uzyskania wizy pracowniczej do Stanów Zjednoczonych, przez co zastąpiła ją Eva Reign.